# Jason Heyward
Jason Alias Heyward (Ridgewood, 9 agosto 1989) è un giocatore di baseball statunitense di ruolo esterno destro per i Chicago Cubs della Major League Baseball (MLB).

## Carriera
Heyward venne selezionato all'età di 17 anni nel primo turno, come quattordicesima scelta assoluta del draft MLB 2007, dagli Atlanta Braves. Iniziò a giocare nelle minor league e debuttò nella MLB il 5 aprile 2010, al Turner Field di Atlanta contro i Chicago Cubs, venendo subito nominato uno degli esterni titolari della squadra. Nella sua prima stagione fu convocato per l'All-Star Game e si classificò secondo nel premio di rookie dell'anno. Baseball America invece lo nominò rookie dell'anno. Mentre gli infortuni lo limitarono nel 2011 e nel 2013, ebbe una stagione produttiva nel 2012, quando batté 27 fuoricampo e 82 punti battuti a casa (RBI), finendo al decimo posto nella National League per punti segnati con 93. Quell'anno fu anche premiato con il suo primo guanto d'oro per le sue prestazioni in difesa. Nel novembre 2014 fu scambiato con i St. Louis Cardinals, con cui disputò una sola stagione, prima di diventare free agent per la prima volta in carriera.
Il 15 dicembre 2015, Heyward firmò un contratto di otto anni per un valore di 184 milioni di dollari con i Chicago Cubs. Con essi alla prima stagione riportò il titolo alla squadra dopo un digiuno di 108 anni, grazie alla vittoria alla settima partita sui Cleveland Indians nelle World Series 2016. Il 9 novembre 2016, Heyward divenne il primo giocatore di posizione nella storia della Major League Baseball a vincere tre guanti d'oro consecutivi con tre diverse squadre (Braves, Cardinals e Cubs).
Nel 2017, Heyward vinse il suo quarto Guanto d'oro consecutivo, il quinto complessivo.

## Palmarès

### Club
- World Series: 1

Chicago Cubs: 2016

### Individuale
- MLB All-Star: 1

2010
- Guanti d'oro: 5

2012, 2014, 2015, 2016, 2017
- Fielding Bible Award: 3

2012, 2014, 2015